# Alojzy Pawełek

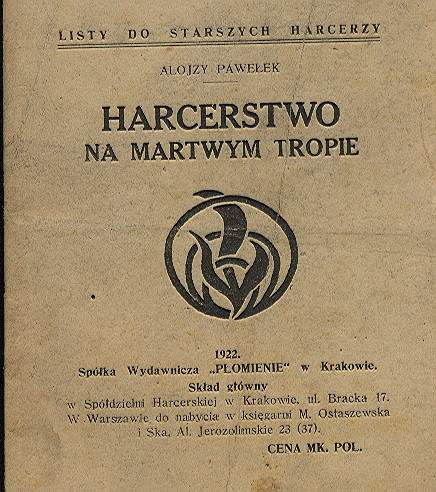
Okładka książki A. Pawełka pt. Harcerstwo na martwym tropie

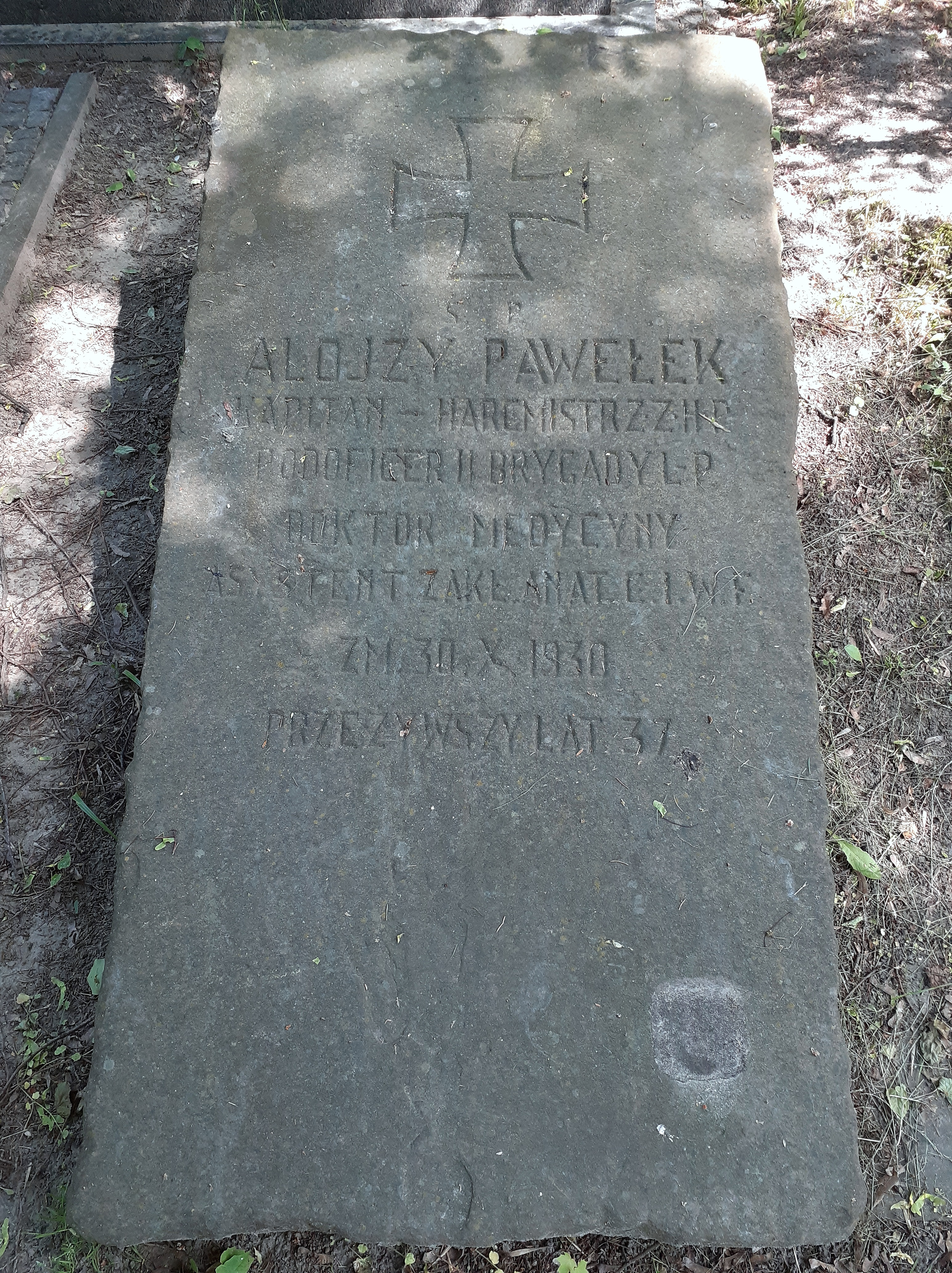
Nagrobek Alojzego Pawełka

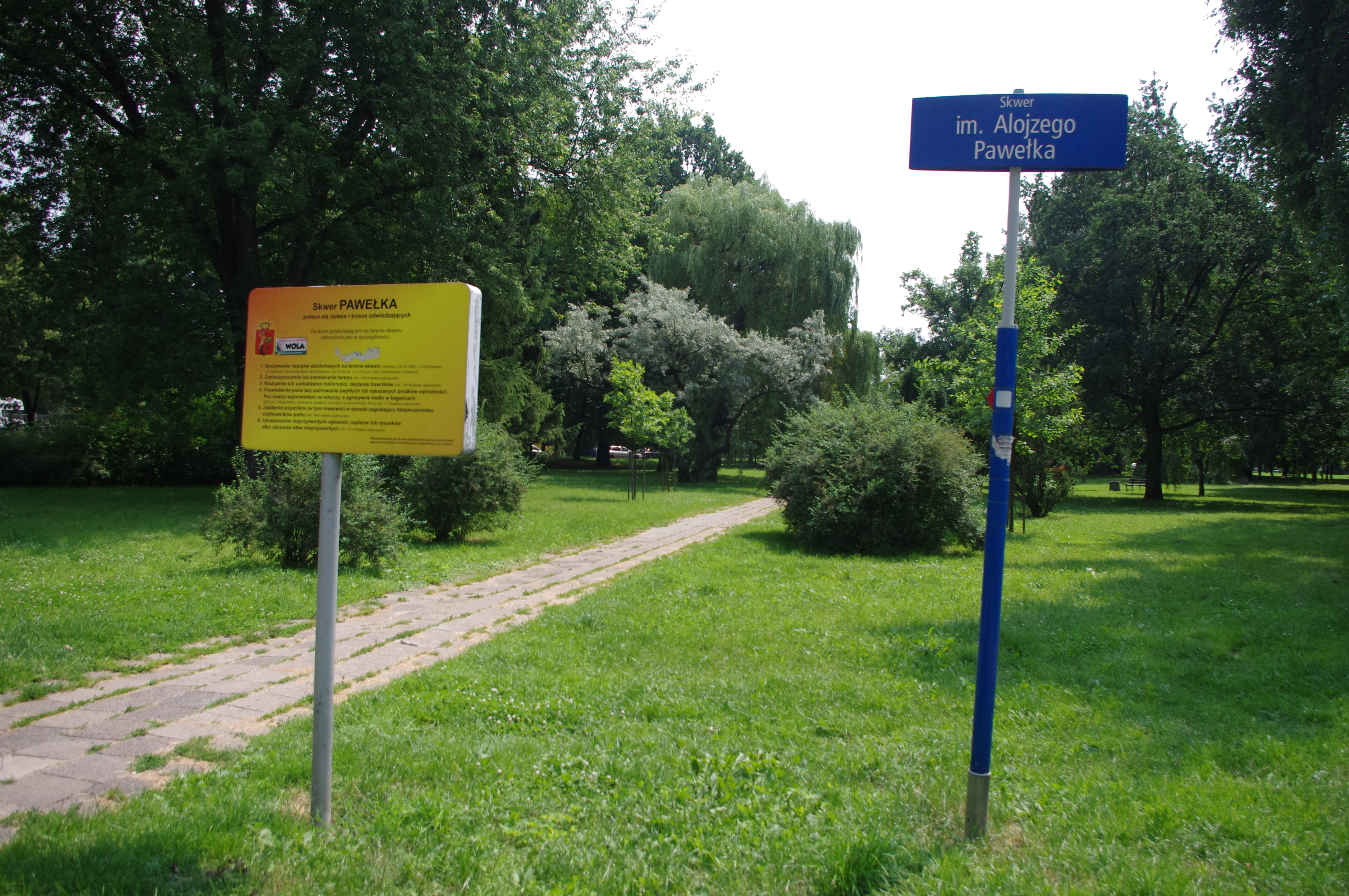
Skwer Alojzego Pawełka w Warszawie

Alojzy Pawełek ps. „Lolek”, „Żywiec”, „L. Żywiec”, „Druh” (ur. 22 listopada 1893 w Warszawie, zm. 30 października 1930 tamże) – kapitan lekarz Wojska Polskiego, doktor nauk medycznych, instruktor harcerski i skautowy, podharcmistrz, autor pierwszych podręczników skautowych i publikacji w dziedzinie wychowania fizycznego.

## Życiorys
Urodził się 22 listopada 1893 roku w Warszawie. Ukończył Gimnazjum Mariana Rychłowskiego (1913). W 1911 został zastępowym jednego z pierwszych w Warszawie zastępów skautowych, współorganizatorem drużyny skautowej im. J. Ordona na Woli oraz jednym z założycieli 1 WDH im. Romualda Traugutta. Zainicjował zorganizowanie zastępu z uczniów Klas Rzemieślniczych przy Muzeum Przemysłu i Rolnictwa i w Szkole Technicznej przy Muzeum Rzemiosł i Sztuki Stosowanej. Zastępy te dały początek drużynom im. M. Borelowskiego i im. J. Lelewela. Od 1912 roku prowadził również drużynę skautową im. M. Konarskiego, która od roku 1915 nosi numer „10 WDH”.
Latem 1913 był komendantem pierwszego w zaborze rosyjskim miesięcznego obozu skautowego w Kolbach na Polesiu. Na jesieni został egzaminatorem na kursie drużynowych na Dynasach, a w grudniu – oboźnym kursu instruktorskiego w Strachowie pod Warszawą. W 1914 roku współorganizował kurs żeńskiej Komendy Skautowej w Warszawie, a w lecie uczestniczył w ogólnopolskim kursie w Skolem. W wyniku działań wojennych znalazł się na terenie Rosji, gdzie również dał początek czterem drużynom skautowym. W 1918 roku w Kijowie zorganizował II kurs instruktorski w willi „Kin Grust”. Później w tym mieście został członkiem Naczelnictwa Skautowego. Od 1921 po powrocie do Warszawy, redagował tygodnik „Harcmistrz”. Będąc podharcmistrzem został dyrektorem naukowym kursu instruktorskiego Warszawskiej Komendy Chorągwi w Kazuniu Polskim. Na początku maja 1930 objął kierownictwo Wydziału Wychowania Fizycznego i Przysposobienia Wojskowego w oddziale warszawskim ZHP.
Podczas I wojny światowej był żołnierzem Legionów Polskich, służył w II Brygadzie. Później walczył w szeregach I Korpusu Polskiego gen. Dowbor-Muśnickiego. Przebywał w niewoli rosyjskiej. Jeszcze podczas służby wojskowej podczas wojny podjął studia medyczne.
Po odzyskaniu przez Polskę niepodległości został przyjęty do Wojska Polskiego. Został awansowany na stopień porucznika piechoty ze starszeństwem z dniem 1 czerwca 1919. Został współpracownikiem w utworzonym latem 1919 Wydziale Wychowania Fizycznego w Departamencie Naukowo-Szkolnym Ministerstwa Spraw Wojskowych, gdzie służył jako starszy referent, a od początku 1920 do kwietnia 1921 był kierownikiem Wydziału (po czym został zastąpiony przez inicjatora WWF, kpt. Władysława Osmolskiego). W 1923, 1924 był oficerem 42 pułku piechoty z Białegostoku, odkomenderowanym na studia na Uniwersytecie Warszawskim. W 1925 uzyskał dyplom lekarza. Z 42 pułku piechoty został powołany do Centralnej Wojskowej Szkoły Gimnastyki i Sportów w Poznaniu w charakterze hospitanta na Oficerski Kurs Wychowania Fizycznego, którego nie ukończył, ponieważ został powołany na stanowisko lekarza tej szkoły od 1 maja 1925, zastępując na stanowisku chorego mjr. dr. Włodzimierza Missiuro. Później pełnił stanowisko dyrektora nauk w tej Szkole. W latach 20. pozostawał w kadrze naukowej CWSzGiS, wykładał anatomię stosowaną człowieka i mechanikę ruchu, repetytorium z chemii i fizyki, nauki podstawowe, zasady i organizację wychowania fizycznego w Polsce, fizjologię i higienę ćwiczeń, patologię ogólną. Ponadto prowadził tam badania lekarskie i pomiary. Przed 1928 uzyskał stopień naukowy doktora medycyny. Został awansowany na stopień kapitana piechoty ze starszeństwem i zweryfikowany z lokatą 1 stycznia 1927. Był autorem opracowań sprawozdawczych, dotyczących działalności CWSzGiS, w tym obszernej broszury z 1929. Jednocześnie w Poznaniu zasiadał w Miejskim Komitecie Wychowania Fizycznego i Przysposobienia Wojskowego oraz w Komisji Wychowania Fizycznego Wojewódzkiego Komitetu. Następnie był jednym z rzeczoznawców przy budowie uczelni następczej tj. powołanej pod koniec 1929 Centralnego Instytutu Wychowania Fizycznego w Warszawie, w której został zastępcą profesora anatomii, asystentem w Zakładzie Anatomii i wykładowcą anatomii. Na tej uczelni został także kuratorem zatwierdzonej w grudniu 1929 Bratniej Pomocy Słuchaczów CIWF. Przed 1930 został przeniesiony do korpusu oficerów sanitarnych i zweryfikowany w stopniu kapitana lekarza w ze starszeństwem z dniem 1 stycznia 1927.
30 października 1930 wieczorem do jego gabinetu w CIWF na warszawskich Bielanach przyszedł inny wykładowca tej uczelni, kpt. dr Zdzisław Szydłowski, który po krótkiej sprzeczce między nimi zastrzelił kpt. Pawełka kilkoma strzałami z broni palnej. Według doniesień prasowych między oboma oficerami istniała wieloletnia niechęć, a w grudniu 1929 doszło między nimi do pojedynku. 4 listopada 1930, po nabożeństwie żałobnym w kościele garnizonowym przy ul. Długiej, został pochowany na Cmentarzu Wojskowym na Powązkach w Warszawie (kwatera B15-6-17).

## Upamiętnienie
- W lutym 1989[26] na wniosek Harcerskiego Kręgu Seniorów „Twierdza”  imieniem Alojzego Pawełka nazwano skwer na warszawskiej Woli znajdujący się u zbiegu ulic: Brylowskiej i Prądzyńskiego[27].
- W budynku Zespołu Szkół Mechanicznych im. M. Konarskiego została ustanowiona tablica poświęcona druhowi Pawełkowi.

## Publikacje
- 10 książek o metodyce harcerskiej
- Młoda drużyna. Podręcznik pracy harcerskiej w drużynie (Kijów 1918, Warszawa 1919, Warszawa 1922)[14]
- Gawędy instruktorskie. Zbiór tematów przeznaczonych dla starszej młodzieży harcerskiej i kierowników (Kijów 1918, Poznań 1919, Warszawa 1921)[14]
- Hasła współczesnej pracy harcerskiej (Warszawa 1922)[14]
- Odbudowa pracy w drużynach harcerskich (Warszawa 1922)[14]
- Harcerskie kluby instruktorskie (Warszawa 1922)[14]
- Harcerstwo oniemiałe (Kraków 1922)[28].
- „Harcerz” (tygodnik wydawanych w latach 1919–1920)[14]
- Sprawozdanie z działalności C. W. Szkoła Gimnastyki i Sportów za rok szkolny 1926/27 (Poznań 1927)[29]
- Narodowe i społeczne zadania wychowania fizycznego (Poznań 1928)[30][29]
- Centralna Wojskowa Szkoła Gimnastyki i Sportów w Poznaniu 1921–1929 (Poznań 1929)[31]
- artykuły sprawozdawcze i programowe w: „Junak”, „Polska Zbrojna”[32][33]
- 21 artykułów w prasie harcerskiej i w czasopiśmie „Wychowanie Fizyczne i Sport”
- Harcerstwo na martwym tropie. Harcerstwo oniemiałe (Kraków 2014)[34].

## Ordery i odznaczenia
- Krzyż Niepodległości (pośmiertnie, 2 sierpnia 1931)[35]
- Srebrny Krzyż Zasługi (pośmiertnie, 19 marca 1931)[36]
- Medal Międzyaliancki (przed 1928)[37]

## Wyróżnienia
- Dyplom zasługi przyznany przez Zarząd Powszechnej Wystawy Krajowej (1929)[38]